# Ilse Arlt
Ilse Arlt (Ilse von Arlt) (* 1. Mai 1876 in Wien, Österreich-Ungarn; † 25. Jänner 1960 ebenda) zählt zu den Wegbereiterinnen wissenschaftsgeleiteter Sozialer Arbeit. Ausgehend von ihrer volkswirtschaftlichen Beschäftigung mit Fragen der Armut arbeitete sie daran, die Grundlagen einer eigenständigen Fürsorgewissenschaft zu bestimmen, wodurch sie zentrale Fundamente zur Entwicklung der Sozialen Arbeit als wissenschaftliche Profession legte. Sie gründete 1912 die erste Fürsorgerinnenschule in der Österreich-Ungarischen Monarchie in Wien, die „Vereinigten Fachkurse für Volkspflege“, und war Autorin der ersten  Lehr- und Fachbücher für Soziale Arbeit.

## Leben und historischer Kontext
Das zweitjüngste von vier Kindern des Augenarztes Ferdinand von Arlt und seiner Frau Marie (geborene Hönig Edle von Hönigsberg), einer Malerin, wuchs mit ihrer Familie bei ihrem Großvater väterlicherseits auf. Der Großvater Ferdinand von Arlt, einer armen Bergschmiedfamilie entstammend, war ein berühmter Ordinarius für Augenheilkunde. Wegen dessen Verdienste wurden er und seine Nachkommen 1870 mit dem Prädikat „Ritter von Bergschmidt“ in den Adelsstand erhoben. Mit 20 bekam Arlt die Lehrerlaubnis für das Fach Englisch und sollte eigentlich als Erzieherin arbeiten. Wegen einer Erkrankung konnte sie die Stelle nicht antreten und begann deshalb als Autodidaktin Nationalökonomie zu studieren. Arlt besuchte viele Plätze der Armut in Österreich und Deutschland, um sich selbst ein Bild von Armut zu machen und sie zu erforschen. Die Fachwelt wurde auf ihre Artikel aufmerksam.

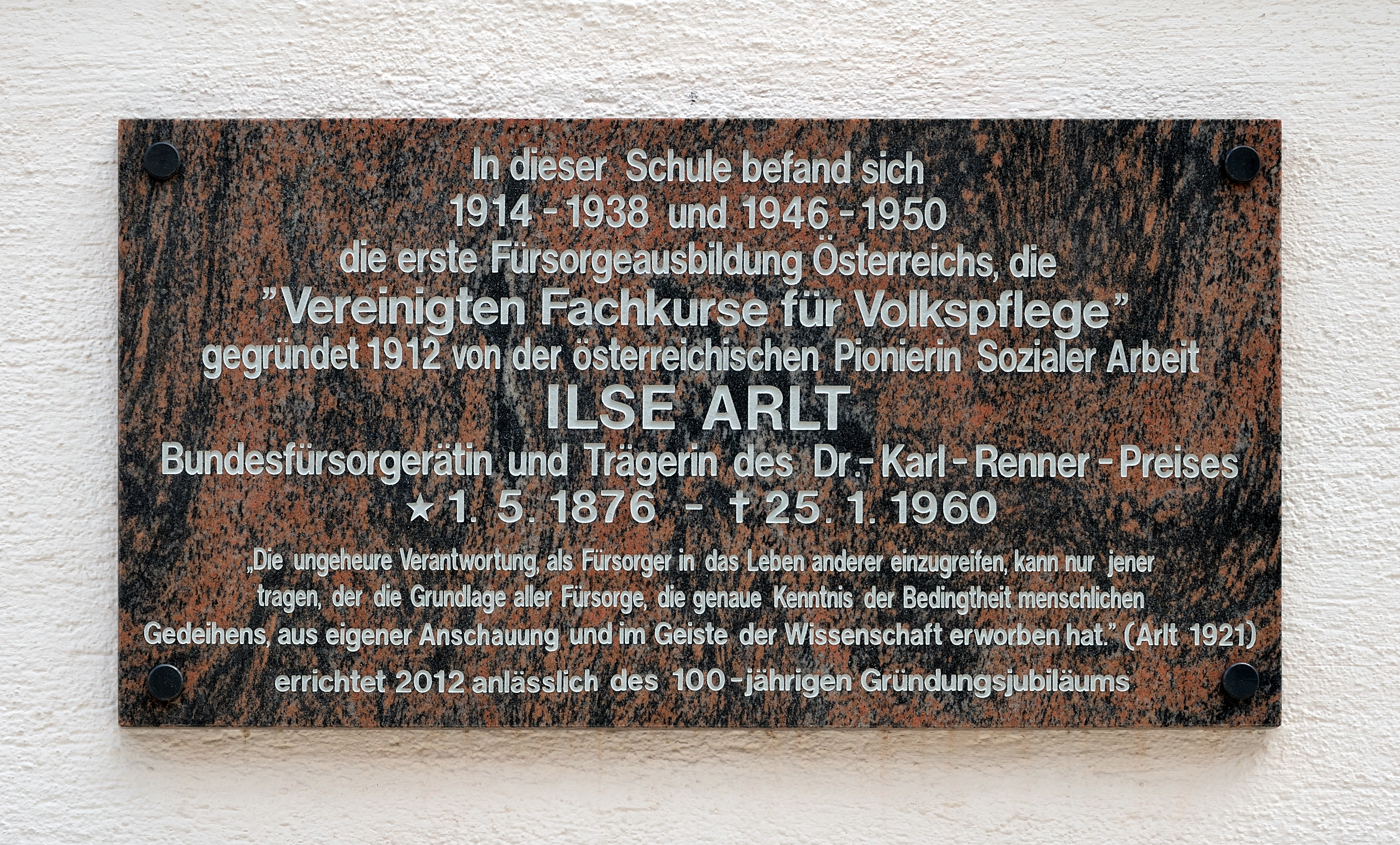
Gedenktafel für Ilse Arlt und ihre „Fachkurse für Volkspflege“ an der ehemaligen Mädchen-Realschule in der Albertgasse 38, Wien-Josefstadt

Von 1901 bis 1905 studierte Arlt Nationalökonomie ganz offiziell, da sie eine Ausnahmegenehmigung erhalten hatte, als Frau an der Universität Wien zu studieren. Ab 1910 ging ihr Bestreben hin zur Etablierung eines eigenen Berufsstandes für Wohlfahrtspfleger und Wohlfahrtspflegerinnen. 1912 gründete sie in Wien die erste Fürsorgerinnenschule, „Vereinigung Fachkurse für Volkspflege“ wie sie betitelt wurde. 1921 erschien Arlts Buch „Die Grundlagen der Fürsorge“, das sie als eine Art Lehrbuch konzipiert hatte. Sie erhielt dafür den Titel „Bundesfürsorgerat“, 1935 wurde ihr Wirken mit einem Stipendium der Marianne-Hainisch-Stiftung gewürdigt.
Nach dem Anschluss Österreichs 1938 wurde ihre Schule von den Nationalsozialisten aus politischen Gründen geschlossen und ihr als „Halbjüdin“ ein Berufsverbot erteilt; ihre Vorfahren mütterlicherseits waren jüdischer Herkunft. Arlt wurde in dieser Zeit von ihren Schülern und deren Eltern unterstützt, sie erlebte am eigenen Leib Armut und Verfolgung. Ihre Bücher wurden von den Nazis verboten und vernichtet. 1946 eröffnete sie ihre Schule wieder.
1950 zwangen sie finanzielle Schwierigkeiten zum endgültigen Schließen ihrer Schule. 1954 wurde Ilse Arlt mit dem Karl-Renner-Preis geehrt. 1958 erschien ihr Buch „Wege zu einer Fürsorgewissenschaft“, in dem sie ihre Grundannahmen von 1921/23 neu entwickelte, aufgriff und ergänzte. Ihre zahlreichen Aufzeichnungen wurden nach ihrem Tod der Fürsorgeschule der Stadt Wien vermacht. Sie starb mit fast 84 Jahren an den Folgen eines Unfalls.
Ihr Leben und Werk geriet zunächst in Vergessenheit, bis es Anfang der 1990er Jahre für die sich bildende Soziale Arbeit als Wissenschaft neu entdeckt wurde.

## Theorie von Ilse Arlt
Ilse von Arlt entwickelt als eine der ersten im deutschsprachigen Raum neben Marie Baum und Alice Salomon eine eigene Theorie der Fürsorgenwissenschaft, wie die Soziale Arbeit damals noch hieß.

### Gegenstand der Sozialen Arbeit
Als Gegenstand der Sozialen Arbeit definiert Arlt die angewandte Armutsforschung. Ferner das Erkennen und Beschreiben von Schäden; das Verstehen der Ursachen; deren weiteren Auswirkungen (auf die Umwelt, oder das betroffene Individuum); das Tempo (Prognose) der Lageverschlechterung; die Analyse (un-)günstiger Faktoren; Kenntnisnahme der möglichen bzw. vorhandenen Hilfen und ihrer Wege (Methode) und schließlich die Evaluation ihrer Wirksamkeit.

### Forschungsinteresse
Ilse Arlt beschäftigte sich zeit ihres Lebens mit Menschen in prekären Situationen, insbesondere mit der Armut. Sie besuchte zum Beispiel Glasbläser in Lauscha und untersuchte auf Forschungsreisen das Umfeld und die Begebenheiten von Armut. Sie forschte über die Bedingungen und Auslöser von Armut. Sie unterschied dabei zwischen strukturellen Problemen und individuellen Problemen. Ihr ging es um einen würdigen Blick auf die Klientel und nicht um eine Abwertung und Verurteilung dessen, wie damals, wie auch wieder in der Gegenwart, öffentlich häufig stattfindet. Es ging Ilse Arlt nicht um eine Individualisierung der Notlagen, sondern um eine der ersten personenorientierten Sichten in der Fürsorge. Das Forschen begann sie selbst, als sie bemerkte, dass es keinen wissenschaftlichen Konsens über die Problematik der Armut gab, geschweige denn gesichertes Wissen.
Als sie außerdem bemerkte, dass die Nationalökonomie ihrer Zeit sich nicht tiefgehend genug mit der Armutsthematik beschäftigte, begann sie sich mit den Methoden der deskriptiven Nationalökonomie zu befassen und ließ sie in ihre Forschungsarbeit einfließen. Sie verglich den IST-Zustand mit dem zu definierenden SOLL-Zustand „menschlichen Gedeihens“ und beforschte mithin die Gesetzmäßigkeiten der Entstehungs- und Aufrechterhaltungsprozesse von Armut. Damit bezweckte sie, wissenschaftlich fundierte Möglichkeiten der Lebenshaltung und der -hilfe zu orten. Arlt verlangte der Armutsforschung ab, bei der Ergründung der basalen menschlichen Bedürfnisse oder Gedeihenserfordernisse zu beginnen. Diese seien u. a. aus den beobachtbaren und messbaren Gedeihensmängeln zu erschließen. In diesem Zusammenhang legte sie den Grundstein zur aktuellen biopsychosozialen Theorie menschlicher Bedürfnisse.

### Erklärung sozialer Probleme
Zur Erklärung sozialer Probleme führt Ilse Arlt Lebenshaltungsprobleme an, also Erfordernisse und Gegebenheiten der Umwelt gegenüber den Erfordernissen der Menschen(gruppen). Armut ist für sie der „Mangel an Mitteln zur richtigen Bedürfnisbefriedigung“, worunter sie sowohl die gesellschaftliche Situation als auch die psychischen Probleme (Disposition) des Individuums versteht. Sie postuliert, der Mensch sei „von Geburt an bedürftig“ und definiert die sog. Grenznot der einzelnen Grundbedürfnisse, unter dessen Schwelle ein Mensch dauerhaft Schaden nähme.

### Menschliche Grundbedürfnisse nach Ilse Arlt
Ilse von Arlt beschrieb folgende dreizehn Grundbedürfnisse.
1. Ernährung (Essen und Trinken)
2. Wohnung (Lebensraum)
3. Körperpflege (Hygiene, Wellness, Schönheit)
4. Bekleidung
5. Erholung (Freizeit, Ruhe)
6. Luft
7. Erziehung
8. Geistespflege (Bildung, Erziehung)
9. Rechtsschutz
10. Familienleben (Soziale Netzwerke)
11. Ärztliche Hilfe und Krankenpflege
12. Unfallverhütung und Erste Hilfe
13. Ausbildung zur wirtschaftlichen Tüchtigkeit

In der unzureichenden Erfüllung dieser sieht von Arlt die Wurzel der Armut. Sie zu erfüllen, ist für sie Aufgabe der Fürsorge, um das „Gedeihen des Menschen“ voranzutreiben. Der Mensch kann nur „gedeihen“, wo die Bedürfnisse erfüllt sind.

### Wirkung dieses Modells in der systemischen Sozialen Arbeit
Die Liste dieser menschlichen Grundbedürfnisse wurden in neuerer Zeit im sozialarbeitswissenschaftlichen Kontext u. a. von Silvia Staub-Bernasconi und Werner Obrecht mit ihren systemtheoretischen Ansätzen der Sozialen Arbeit weiterentwickelt. Bedürfnisbefriedigung spielt auch in der Maslowschen Bedürfnispyramide eine Rolle. Während Maslow Grundbedürfnisse in ein hierarchisches Verhältnis setzt, sieht von Arlt diese eher als ein zirkuläres Konstrukt.

### Metatheoretische Annahmen
Ilse Arlt ging davon aus, dass sich das Gros der menschlichen Bedürfnisse auf einige wenige Grundgrößen reduzieren lasse. Somit würde sich die Armutsforschung operationalisieren lassen und den wissenschaftlichen Gütekriterien (Objektivität, Reliabilität, Validität) genügen. Sie berücksichtigte und klagte ihr Postulat des „Respektes vor der Kreativität des Menschen“ (Klienten) ein. Darunter verstand sie, dass den eigenen Problemlösungsstrategien der Klientel die nötige Würdigung entgegengebracht werden müsse. Darin begründete sich auch ihre Teilnehmerorientierung in ihrem Ansatz.

### Forschungsmethoden
Ilse Arlts Forschungsmethoden umfassten unter anderem die tägliche Anschauung, präzise Datenerhebungen (nicht-)gedeihenden Lebens, Rezeption der Schilderungen von Gedeihen und Elend in der Belletristik, sowie Analysen von Reisebeschreibungen und Reformbewegungen.

## Werke (Auswahl)

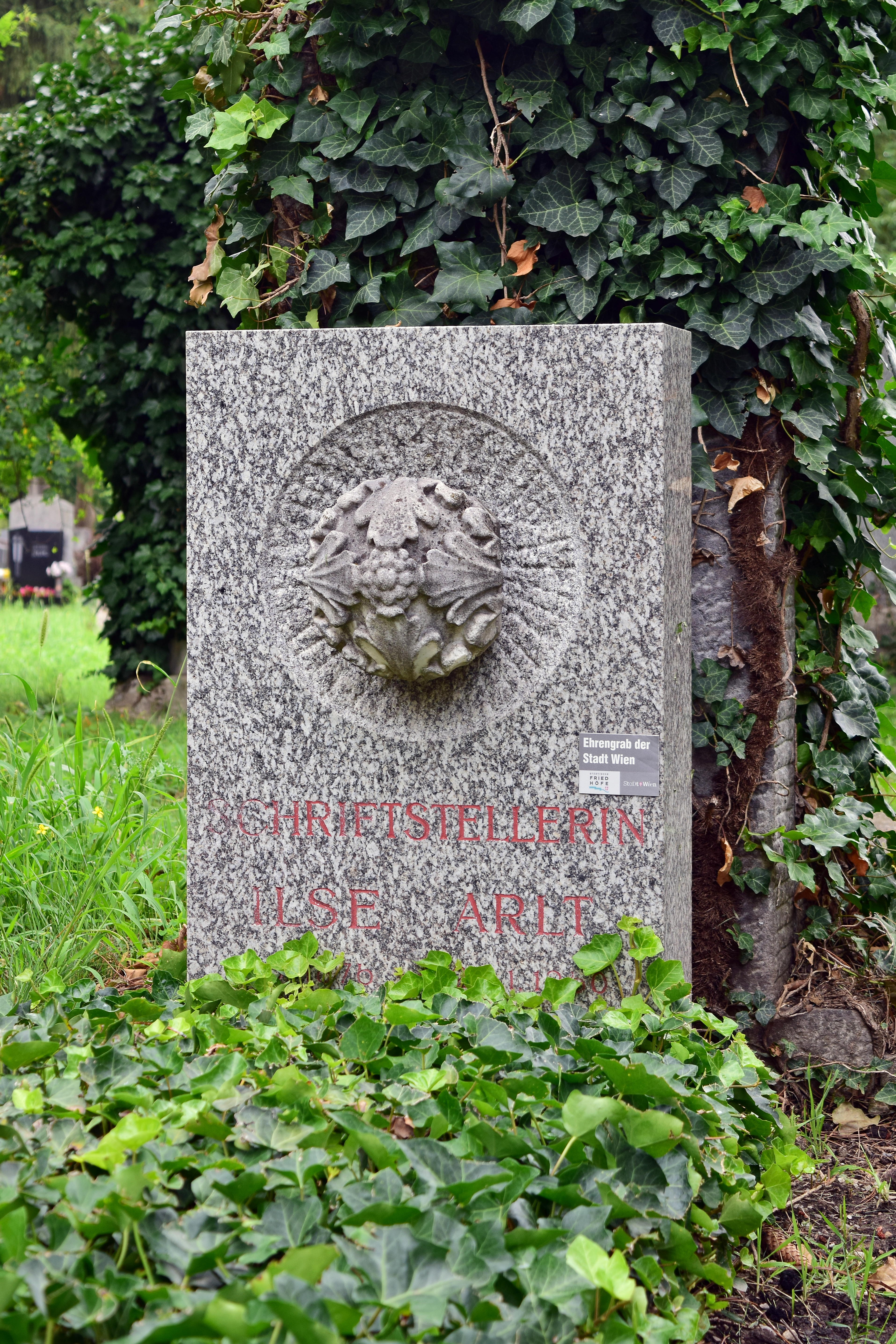
Ehrenhalber gewidmetes Grab auf dem Wiener Zentralfriedhof

- Die gewerbliche Nachtarbeit der Frauen in Österreich. Bericht, erstattet der Internationalen Vereinigung für Gesetzlichen Arbeiterschutz. In: Schriften der Österreichischen Gesellschaft für Arbeiterschutz, Band I., ZDB-ID 500665-x. Deuticke, Wien 1902. (Online bei ALO).
- Fürsorge für alleinstehende Frauen in Österreich. Wilhelm Fischer, Wien 1906. (Online bei ALO).
- Die soziale Hilfstätigkeit als Hauptberuf und als Nebenbeschäftigung für Frauen. In: Vierter Bericht der Auskunftsstelle für Wohlfahrtseinrichtungen in Wien, Verlag der Auskunftsstelle für Wohlfahrtseinrichtungen, Wien 1907, S. 11–20. (Online bei ALO).
- Die Grundlagen der Fürsorge. Österreichischer Schulbuchverlag, Wien 1921, OBV.
- Wege zu einer Fürsorgewissenschaft. Verlag Notring der Wissenschaftlichen Verbände Österreichs, Wien 1958, OBV.

## Würdigung
- 1954: Karl-Renner-Preis der Stadt Wien.[3][4]
- Beisetzung in einem ehrenhalber gewidmeten Grab auf dem Wiener Zentralfriedhof bestattet (Gruppe 84, Reihe 18, Nr. 43).
- 2007: Gründung des Ilse Arlt Instituts für Soziale Inklusionsforschung als sozialarbeitswissenschaftliches Forschungsinstitut an der Fachhochschule St. Pölten. (Siehe dazu: Die Aktualität des Denkens von Ilse Arlt.)
- 2012: Benennung der Ilse-Arlt-Straße in Wien-Donaustadt (22. Bezirk).[5]
- 2012: Enthüllung einer Gedenktafel an der Schule für Kindergartenpädagogik BAKIP 8 in Wien 8., Albertgasse 38 am 13. Dezember.[6]